# نيك ارين
نيك ارين (26 يونيو 1982 في المملكة المتحدة - ) (بالإنجليزية: Nick Warren)‏ هو لاعب كريكت بريطاني. لعب مع نادي وارويكشاير للكريكيت ‏.

## وصلات خارجية
- نيك ارين على موقع إي آس بي آن كريك إنفو (الإنجليزية)